# Diva Paulista
Diva Paulista é o primeiro álbum da cantora brasileira Paula Lima lançado no exterior. Pela gravadora Mr Bongo Records, o seu lançamento ocorreu no dia 7 de outubro de 2012. 

## Lista de Faixas[2]
1 - Quero Ver Você No Baile 
2 - Sai Daqui Tristeza (Remix)
3 - Tive Razão
4 - É Tão Bom
5 - É Isso Aí
6 - As Famosas Gargalhadas do Yuka
7 - Cirandar 
8 - Perdão Talvez
9 - A Paz Dançando na Avenida
10 - Quero Ver Você no Baile (Remix)